# Дело НТВ
Дело НТВ (другие названия: «Захват НТВ» или «Спор хозяйствующих субъектов») — обобщённое название событий, происходивших в 1999—2003 годах: изначально — вокруг медиахолдинга «Медиа-Мост» и его владельца Владимира Гусинского, а затем — журналистского коллектива главного СМИ холдинга — телекомпании НТВ.

## История
Телекомпания НТВ была создана 14 июля 1993 года журналистами программы 1-го канала РГТРК «Останкино» «Итоги» при финансовой поддержке руководителя «Мост-Банка» Владимира Гусинского. Официально днём рождения НТВ считается 10 октября 1993 года, когда «Итоги» впервые вышли в эфир по санкт-петербургскому телеканалу. Спустя несколько месяцев, в январе 1994 года, НТВ получило вечерний эфир на четвёртом телеканале, а после президентских выборов 1996 года — и всё эфирное время на этой частоте.
Одновременно с этим количество медиаресурсов, которыми владел Гусинский, увеличивалось (газета «Сегодня», радиостанция «Эхо Москвы», оператор спутникового телевидения «НТВ-Плюс» и другие), и в январе 1997 года они были объединены в холдинг «Медиа-Мост», который возглавил сам бизнесмен, тем самым сосредоточившись на медиабизнесе. Главным ресурсом «Медиа-Моста» оставался телеканал НТВ, который к 2000 году являлся крупнейшим частным телеканалом России, в эфире которого выходили не только информационные, но и развлекательные, публицистические, музыкальные и познавательные программы, а также кинофильмы и сериалы.

## Предыстория: информационная война Гусинского против Березовского
В мае 1999 года Евгений Примаков был отправлен в отставку с поста председателя Правительства России. В то время активное участие в формировании Правительства принимал пул олигархов, имеющих влияние на Кремль, среди которых был и Владимир Гусинский. Однако в составе Правительства Сергея Степашина людей, лоббирующих интересы олигарха, не оказалось, что дало повод СМИ Гусинского (в первую очередь, телеканалу НТВ) сменить стратегию в отношении освещения деятельности Президента России Бориса Ельцина и его окружения — начинается их яростная критика.
В ответ на это близкий к окружению Ельцина Борис Березовский начал информационную кампанию против «Медиа-Моста» и его владельца через телеканал ОРТ, на информационную политику которого олигарх имел прямое влияние. В июле 1999 года в программах «Новости» и «Время» проходят сюжеты о финансовых проблемах «Медиа-Моста», связанных с неспособностью последнего отдать кредиты, взятые у «Газпрома», «Внешэкономбанка» и «Внешторгбанка» общим размером более 1 миллиарда долларов. В свою очередь, НТВ в программе «Итоги» от 18 июля 1999 года выпустило сюжет с обвинениями в финансовых махинациях с концерном AVVA и «Чара-банком» в адрес Березовского и руководителя Администрации Президента РФ Александра Волошина.
Дальнейшая информационная война между СМИ Гусинского и Березовского происходит в контексте выборов в Государственную Думу 1999 года и президентских выборов 2000 года. На выборах в Госдуму СМИ Березовского выступили на стороне блока «Единство», которое поддерживало деятельность нового российского премьер-министра Владимира Путина. Пул СМИ Гусинского не поддерживал каких-либо политических сил, но свои симпатии выражал блокам «Отечество — Вся Россия» (с перспективой поддержки Евгения Примакова или Юрия Лужкова на выборах 2000 года) и «Яблоко». Однако деятельность данных политических сил (в основном ОВР) регулярно критиковалась так называемым «медиапулом Березовского», куда, помимо ОРТ, вошли телеканал «ТВ-6», газеты «Коммерсантъ», «Московская комсомолка», «Независимая газета», «Новые известия», журналы «Автопилот», «Власть», «Деньги», «Домовой» и «Огонёк». В результате «Единство» по результатам выборов опережает ОВР, а Примаков и Лужков отказываются от участия в президентских выборах 2000 года.
Евгений Киселёв факт поддержки НТВ вышеназванных кандидатов впоследствии опроверг: «Это такая история, которая была запущена для того, чтобы выставить НТВ врагом всего прогрессивного человечества. В действительности решение было принято ещё в июне 1999 года, что никого мы не поддерживаем, ни Лужкова, ни Примакова».
В результате отставки Бориса Ельцина с поста Президента РФ, 31 декабря 1999 года Путин назначается исполняющим обязанности Президента России. Выборы Президента РФ назначаются на 26 марта 2000 года. Владимир Гусинский категорически отказался поддерживать избирательную кампанию Путина. Во время предвыборной кампании СМИ Гусинского по-прежнему находятся в оппозиции к власти, критикуя теперь Владимира Путина, однако они не в силах помешать его победе на выборах.

## Причины возникновения «Дела НТВ»
Причинами возникновения Дела НТВ называют:
- Резкое критическое и сатирическое освещение политики Владимира Путина[24][25][26], в том числе в программах «Куклы» и «Итого» авторства Виктора Шендеровича[27][28][29]. Резкую критику со стороны тогдашнего и. о. президента вызвал выпуск «Кукол» «Крошка Цахес», где Путин был представлен не в лучшем свете[30];
- Проведение «Независимых расследований» по взрывам жилых домов в сентябре 1999 года[31] и гибели Артёма Боровика, желание выяснения и обнародования всей правды в истории «Рязанского сахара» — т. н. «учебном минировании» дома в Рязани осенью 1999 года[32][33][34];
- Отказ от поддержки ряда политических партий и кандидатов на парламентских и президентских выборах 1999—2000 годов[35][36];
- Критическое освещение действий российской власти во Второй чеченской войне 1999—2000 годов в репортажах корреспондентов[37][38][39][40][41][42];
- Освещение коррупционных дел, в которых были замешаны имена сподвижников президента, в частности, Павел Бородин[43]. Чиновники начали всячески избегать НТВ, перестали приходить на программы и давать интервью журналистам этого канала[44];
- Освещение НТВ катастрофы АПЛ К-141 «Курск» в программах «Сегодня»[45][46], «Независимое расследование»[47] и документальном расследовании «Совершенно секретно. Информация к размышлению» и последующей реакции Путина на события[48][49][50].

Расколу в команде и кризисной ситуации на телеканале предшествовал уход с поста гендиректора НТВ Олега Добродеева на РТР в январе 2000 года. Весной-летом 2000 года вслед за ним на государственный телеканал с частного стали переходить корреспонденты Евгений Ревенко, Михаил Антонов, Елена Масюк и Аркадий Мамонтов, рассматривавшие Добродеева как своего учителя. Чуть позже с НТВ на РТР ушли Андрей Антонов, Сергей Гапонов, Владимир Лусканов, Илья Канавин, Пётр Ровнов, Юлия Ракчеева, Александр Абраменко, редактор Александра Воронченко, несколько технических сотрудников (технический директор Алексей Малинин, телеоператоры Сергей Ребров и Дмитрий Серпухин, режиссёр Юрий Косован) и другие.

## Проблемы «Медиа-Моста» с законом
11 мая 2000 года сотрудники Генпрокуратуры, ФСБ и ФСНП России произвели обыски в центральных офисах холдинга Гусинского «Медиа-Мост» в Большом Палашёвском переулке и на Воронцовской улице в связи с уголовным делом, возбуждённым в отношении холдинга 26 апреля по статьям 137 (нарушение неприкосновенности частной жизни), 138 (нарушение тайны переписки) и 181 (незаконное получение и разглашение сведений, составляющих коммерческую или банковскую тайну) Уголовного кодекса РФ. 16 мая в связи с обысками был создан Общественный совет НТВ, возглавленный Михаилом Горбачёвым. Первое заседание совета состоялось 24 июня.
13 июня 2000 года был арестован Владимир Гусинский — по обвинению в «хищении чужого имущества в крупном размере группой лиц путём обмана и злоупотребления доверием, с использованием служебного положения, мошенничество». Он был доставлен в Москву и помещён в следственный изолятор «Бутырская тюрьма». В то же время в СМИ появилось словосочетание «Протокол номер 6». В нём утверждалось, что, как только он (Гусинский) отдаст компанию, его уголовное преследование прекратится. После этого Гусинский вылетает в Испанию, где и поселяется на постоянной основе.
19 сентября 2000 года Общественный совет НТВ рассмотрел ситуацию вокруг телекомпании в свете ставших известными подробностей переговоров «Газпром-Медиа» с «Медиа-Мостом». Совет считает, что этот вопрос напрямую связан с угрозой свободе слова в России.
В ноябре 2000 года Владимир Гусинский объявлен в международный розыск Генеральной прокуратурой РФ. Причиной этого стало возбуждение нового уголовного дела — бизнесмена обвинили в незаконном получении кредитов под несуществующие активы. 12 декабря 2000 года Гусинский был арестован, Генпрокуратура требует у Испании его выдачи. 22 декабря бизнесмен был освобождён из-под стражи после внесения залога в 1 миллиард песет (5 миллионов долларов), ему было запрещено покидать Испанию.
17 ноября 2000 года «Газпром» и «Медиа-Мост» подписали соглашение об урегулировании задолженности по кредиту в 211 млн долларов. Согласно этому соглашению Газпром получил в собственность 25 % акций плюс 1 акция радиостанции «Эхо Москвы», спутникового оператора «НТВ-Плюс», «НТВ-Профит», «НТВ-Мир кино» и других компаний, входящих в «Медиа-Мост».
15 декабря 2000 года Налоговая инспекция Центрального административного округа Москвы подала в Арбитражный суд иск против холдинга «Медиа-Мост» с целью обанкротить несколько крупнейших компаний холдинга: телекомпанию НТВ, телесеть ТНТ, систему спутникового телевидения «НТВ-Плюс» (каналы «Наше кино», «Мир кино», «Спорт», «Детский мир», «Футбол» и др.), НТВ-Интернет, издательский дом «Семь дней» (журналы «7 дней», «Итоги», «Караван историй», газета «Сегодня» и др.).
10 января 2001 года заместитель председателя совета директоров холдинга «Медиа-Мост» Андрей Цимайло, который вёл переговоры с Кохом 17 ноября, был вызван на допрос в Генпрокуратуру. Но в тот день он должен был вылететь в Лондон на переговоры с потенциальными инвесторами медиахолдинга, под которыми подразумевались представители империи Теда Тёрнера, чуть раньше объявившего на пресс-конференции в Вашингтоне о «проекте крупных инвестиций в одну из российских компаний». В кабинете Цимайло и на его квартире также проводились обыски, распространялись также сведения, что при допросе он мог быть заключён под стражу. 16 января на допрос в Генпрокуратуру Цимайло не явился, прислав медицинскую справку, хотя сам он уже находился в Лондоне, где проходил лечение и жил вплоть до своей смерти в июле 2002 года.
16 января 2001 года был арестован бывший начальник финансового управления холдинга «Медиа-Мост» Антон Титов, которого обвинили в мошенничестве в крупных размерах, хищениях и отмывании денежных средств в сообщничестве с Гусинским.
17 января 2001 года суд решил перенести иск о ликвидации телекомпании ТНТ на 31 января того же года, а телекомпаний НТВ и «НТВ-Плюс» — на 2 февраля. Налоговые органы собирались ликвидировать НТВ на основании того, что на протяжении последних лет у компании были отрицательные активы (меньше установленного законом уставного капитала), но им было в этом отказано по решению суда.
С 26 января 2001 года к конфликту подключаются известные телеведущие и журналисты с НТВ. В этот день на допрос в прокуратуру была вызвана ведущая вечерних выпусков программы «Сегодня» Татьяна Миткова, в связи с чем почти весь коллектив канала в качестве группы поддержки отправился её провожать. Во время проводов знавшая лично российского президента Путина Светлана Сорокина публично обратилась к нему через телекамеру и напомнила, что журналисты, работающие на телеканале, не являются акционерами «Медиа-Моста» и не обвиняются в мошенничестве правоохранительными органами.
29 января президент России Владимир Путин встретился с журналистами телекомпании НТВ в Кремле. Во встрече принимали участие генеральный директор НТВ Евгений Киселёв, главный редактор службы информации Григорий Кричевский, ведущие новостей Татьяна Миткова, Марианна Максимовская и Михаил Осокин, автор программы «Итого» Виктор Шендерович, корреспондент Алим Юсупов, ведущие программ Светлана Сорокина, Николай Николаев, Леонид Парфёнов и Ирина Зайцева. По словам одного из участников встречи Виктора Шендеровича, во время одного из разговоров тогдашнего руководства телекомпании с руководителем кремлёвской администрации были чётко обозначены три пункта капитуляции НТВ: прекращение журналистских расследований о коррупции в Кремле, изменение информационной политики по освещению второй чеченской войны и исчезновение персонажа Путина из программы «Куклы». Схожие требования по изменению информационной политики канала озвучивал и Альфред Кох.
Тем временем в марте 2001 года Гусинский был вновь арестован, так как на 15 марта были назначены судебные слушания по экстрадиции бизнесмена в Россию. 27 марта 2001 года он вновь был отпущен — на сей раз под залог в 5,5 миллионов долларов.
В этот же день в газетах «Комсомольская правда» и «Московская правда», а также в «Общей газете» было опубликовано открытое письмо видных деятелей российской науки, культуры и политики в защиту телекомпании НТВ под заголовком «Самое время начать беспокоиться».
Константин Азадовский, Юз Алешковский, Аркадий Арканов, Руслан Аушев, Лия Ахеджакова, Белла Ахмадуллина, Олег Басилашвили, Михаил Берг, Константин Бесков, Андрей Битов, Александр Бовин, Всеволод Богданов, Олег Богомолов, Зоя Богуславская, Елена Боннэр, Генрих Боровик, Михаил Боярский, Пётр Вайль, Аркадий Ваксберг, Андрей Вознесенский, Владимир Войнович, Александр Володин, Егор Гайдар, Сергей Гандлевский, Александр Гельман, Михаил Горбачёв, Яков Гордин, группа «ДДТ», Борис Грачевский, Лариса Гузеева, Людмила Гурченко, Илья Дадашидзе, Армен Джигарханян, Игорь Дмитриев, Вероника Долина, Александр Домогаров, Татьяна Друбич, Лев Дуров, Ростислав Евдокимов, Виктор Ерофеев, Вадим Жук, Ясен Засурский, Борис Зосимов, Аркадий Инин, Фазиль Искандер, Гарри Каспаров, Нина Катерли, Евгения Кацева, Тимур Кибиров, Юлий Ким, Филипп Киркоров, Юрий Кобаладзе, Иосиф Кобзон, Сергей Ковалёв, Михаил Козаков, Наум Коржавин, Владимир Корнилов, Даниил Крамер, Юлий Крелин, Анатолий Курчаткин, Ольга Кучкина, Отто Лацис, Виктор Лошак, Владимир Лукин, Юрий Любимов, Юрий Мамин, Борис Мессерер, Юнна Мориц, Людмила Нарусова, Борис Немцов, Юрий Норштейн, Дмитрий Певцов, Валерий Плотников, Владимир Познер, Анатолий Приставкин, Алла Пугачёва, Николай Расторгуев и группа «Любэ», Евгений Рейн, Ирина Роднина, Мария Розанова, Юрий Рост, Лев Рубинштейн, Юлия Рутберг, Владимир Рыжков, Эдуард Сагалаев, Нина Садур, Георгий Сатаров, Михаил Светин, Феликс Светов, Алексей Симонов, Александр Ф. Скляр, Виктор Славкин, Владимир Соловьёв, Владимир Спиваков, Борис Стругацкий, Олег Табаков, Лев Тимофеев, Валерий Тодоровский, Пётр Тодоровский, Наталья Троепольская, Михаил Ульянов, Нина Ургант, Михаил Федотов, Александр Филиппенко, Валерий Фокин, Ирина Хакамада, Александр Халифман, Дмитрий Харатьян, Марлен Хуциев, Михаил Чулаки, Инна Чурикова, Григорий Чхартишвили, Адольф Шапиро, Лилия Шевцова, Юрий Шмидт, Сергей Юрский, Сергей Юшенков, Григорий Явлинский, Игорь Яковенко, Александр Яковлев, Егор Яковлев, Евгений Ясин.

## Захват НТВ
31 марта 2001 года на Пушкинской площади прошёл митинг в защиту телекомпании. Заявку на его проведение подали Союз журналистов России, Союз правых сил и партия «Яблоко». По разным данным, в нём приняло участие от 8 до 20 тысяч человек.

Я уверен в том, что нас нельзя оболванивать, что нам нельзя врать, как это делали раньше. Мы же все знаем, зачем уничтожают НТВ: затем, чтобы мы никогда с вами не услышали о том, что нас хотят отравить отходами; затем, чтобы мы никогда с вами не узнали, что из страны, как в прошлом году, увезли десятки миллиардов долларов; затем, чтобы нам можно было рассказывать, что борются с террористами; затем, чтобы нам можно было врать, что борются с коррупцией. А мы ведь знаем, что это не борьба с террористами, а широкомасштабная война, бессмысленная и жестокая, а мы ведь знаем, что это не борьба с коррупцией, а борьба со свободой слова. А что нам ещё расскажут? А как нам ещё будут лгать? Мы знаем это. Но мы хотим сказать всем: в истории останется не досужая болтовня и враньё пиарщиков и имиджмейкеров, в истории останется уничтожение свободы слова, трупы и трупы, коррупционеры и продажная власть — вот что останется в истории. А будущее за нами. За нами правда и за нами свобода. Спасибо, что пришли. Мы выиграем.— Председатель партии «Яблоко» Григорий Явлинский

Сегодня тысячи москвичей выступили в поддержку НТВ. Это показывает, что для огромного количества людей в нашей стране свобода слова — не пустые слова. А нормального государства без учёта общественного мнения не может быть.— Генеральный директор НТВ Евгений Киселёв
В знак солидарности с журналистами телекомпании НТВ также был выпущен специальный выпуск «Общей газеты».
2 апреля Преображенский районный суд Москвы и Фрунзенский районный суд Саратова запрещают проведение заседаний совета директоров НТВ. Но на следующий день судьи, вынесшие решения, отменили их.
Утром 3 апреля в здании Газпрома проходит собрание акционеров телекомпании, в котором принимают участие представители самого Газпрома и компании Capital Research & Management. Председателем совета директоров НТВ избран Альфред Кох, генеральным директором — Борис Йордан, главным редактором — Владимир Кулистиков.
Состав Совета директоров:
1. генеральный директор ЗАО «НТВ-Кино» Владилен Арсеньев;
2. председатель правления ОАО «Газпром» Рем Вяхирев;
3. первый заместитель председателя правления «Газпрома» Вячеслав Шеремет;
4. председатель совета директоров ЗАО «Газпром-медиа» Александр Казаков;
5. генеральный директор «Газпром-медиа» Альфред Кох;
6. заместитель генерального директора ЗАО «Газпром-медиа» Александр Резников;
7. журналист НТВ Леонид Парфёнов;
8. исполнительный директор компании «НТВ-холдинг» Михаил Шмушкович;
9. журналист НТВ Евгений Киселёв;
10. заместитель генерального директора «НТВ-холдинга» Сергей Скворцов;
11. главный редактор НТВ Владимир Кулистиков.

В тот же день позднее опубликовано следующее заявление:

Мы, журналисты телекомпании НТВ, заявляем: сегодняшнее собрание акционеров телекомпании, проводимое по инициативе «Газпром-Медиа», незаконно.
Мы понимаем, что конечная цель этого собрания, как и всех действий власти против НТВ — установление полного политического контроля над нами. Не сомневаемся, что Владимир Путин, как и прежде, в курсе всего происходящего и, значит, несёт ответственность за последствия.
Мы знаем, что готовится замена генерального директора НТВ. Мы уверены, что это приведёт к смене редакционной политики и потере лица канала. Евгений Киселёв — один из основателей НТВ, мы работаем вместе восьмой год и полностью ему доверяем. НТВ — это прежде всего команда. И без Киселёва мы её себе не представляем. Заявляем, что для нас нет иного генерального директора. Это наша позиция и мы её будем отстаивать.

Сегодня в 18:00 журналисты НТВ дают пресс-конференцию, на которой они разъяснят свою позицию коллегам из других СМИ.
К шести часам вечера письмо подписали 357 сотрудников телекомпании.
На проходившей в 18 часов у семнадцатого подъезда телецентра «Останкино» пресс-конференции журналистов её участники подтвердили своё намерение бороться до конца. В 19:00 выпуск программы «Сегодня» с Михаилом Осокиным вышел из большой студии НТВ (11-й студии Останкино), в которой обычно снимались «большие» программы канала с присутствием зрителей и массовки. За спиной у ведущего сидели сотрудники, работающие на НТВ — не только ведущие и корреспонденты, но и операторы, режиссёры, технические работники. На логотип НТВ был наложен красный круг и надпись «ПРОТЕСТ». Внутри программы изменений не было. Спустя час в эфир из той же студии вышел экстренный выпуск «Итогов». Вещание канала было на некоторое время переведено на круглосуточный режим.
4 апреля была начата акция гражданского неповиновения. Также было объявлено, что представителей «Газпрома» (при условии наличия необходимых документов) пропустят на этаж НТВ без оказания сопротивления, но подчиняться им не будут. С эфира были сняты все программы, кроме информационных, а в перерывах между ними демонстрировалась студия программы «Сегодня», коридоры телецентра и стихийный пикет возле 17 подъезда «Останкино», а также реклама.
Утром на пленарном заседании Государственной думы предложение фракции «Яблоко» обсудить ситуацию вокруг НТВ отклонено большинством голосов. В 13:00 информационное агентство «АиФ-Новости» сообщило со ссылкой на источники в Газпроме, что если журналисты не прекратят сопротивление, компания потребует начать аудит финансовой отчётности телекомпании. Московский арбитражный суд отказал Налоговой инспекции № 3 ЦАО г. Москвы в рассмотрении иска о ликвидации телекомпании. Союз журналистов России призвал всех журналистов участвовать в акциях протеста против захвата НТВ. В регионах такие акции уже начали проходить: томская телекомпания ТВ2 также сняла с эфира все программы, а в информационных выпусках освещала ситуацию вокруг телекомпании. Журналистов НТВ поддержали их коллеги из Новосибирска, Алтая и Санкт-Петербурга. Относительно дела НТВ у либеральных партий сформировались противоположные позиции: «Яблоко» было на стороне команды НТВ, депутаты одноимённой фракции вместе с журналистами телекомпании защищали редакционные помещения от захватчиков. «Союз правых сил» отстаивал позицию о споре хозяйствующих субъектов и был на стороне «Газпрома».
5 апреля появились первые сообщения о том, что в 6:00 МСК в эфир выйдет некое «Лже-НТВ». В тот четверг утром новости должны были вести Пётр Марченко и Наталья Забузова, появление каких-либо других ведущих в эфире означало подмену. В тот же день журналистский коллектив телекомпании был поддержан журналистами телекомпании ТНТ, а журналисты НТВ объявили о возобновлении полноценного вещания канала «в интересах телезрителей» c 14:00 МСК.
В ночь с 6 на 7 апреля в прямом эфире специального внепланового выпуска программы Дмитрия Диброва «Антропология» приглашённый в качестве одного из участников Леонид Парфёнов заявил, что уходит с телеканала НТВ «в никуда». 7 апреля было опубликовано открытое письмо Парфёнова Евгению Киселёву, где он также заявил о своём уходе с телеканала:
Мне даже не интересно, по приказу ли ты, уходя, сжигаешь деревню до последнего дома или действуешь самостоятельно. Ты добиваешься, чтобы "маски-шоу" случились у нас в "Останкино", ты всеми средствами это провоцируешь. Ты держишь людей за пушечное мясо, пацаны у тебя в заложниках, потому что не знают другой жизни, кроме как быть привязанными пуповиной к "Итогам", и значит, то, что делаешь ты, — это растление малолетних. На нашем восьмом этаже, из окна которого развевается флаг НТВ, нет уже ни свободы, ни слова...
Чуть позже Парфёнов вернулся на канал, а с осени 2001 года у него появилась собственная информационная программа «Намедни».
8 апреля в сюжете программы НТВ «Итоги» был показан сюжет о митинге в защиту НТВ в Санкт-Петербурге, во время которого корреспондент Илья Зимин высказал свою точку зрения на происходящее:
Чего хочет власть? Власть хочет, чтобы мы припудривали ей нос, чтобы мы превратились в службу быта и выводили пятна с их грязных мундиров. Мы этого делать не умеем.
9 апреля в эфире программы «Криминал» в 19:40 её автор и ведущий Михаил Фролов заявил о том, что программа больше не будет выходить в эфир НТВ. Журналисты, работавшие в программах «Криминал» и «Криминал: Чистосердечное признание», изначально поддерживавшие общую позицию журналистского коллектива НТВ, также покинули телеканал почти в полном составе.
В сложившейся ситуации мы не можем найти общего языка с теми людьми, которые сегодня определяют политику этого канала. И мы уходим. Надеемся, что наши постоянные зрители нас простят. До свидания.
Помимо программы «Криминал», в течение дня с телеканала также ушли и не выходили на работу следующие несколько дней ведущие программы «Сегодня» Наталья Забузова и Татьяна Миткова, корреспонденты телепрограмм «Сегодня» и «Итоги» Алексей Пивоваров и Антон Гришин.
В ночь с 13 на 14 апреля 2001 года произошёл силовой захват и национализация телеканала властью. Представители «Газпрома» заменили охрану на восьмом этаже, занимаемом НТВ, и аннулировали старые пропуска, допустив в помещение только тех сотрудников, которые признали новое руководство. На НТВ в это время не было Евгения Киселёва, который встречался в Испании с Владимиром Гусинским, а впереди было два выходных дня, что затрудняло обращение в суд.
На НТВ в качестве частных лиц также прибыли ранее работавшие на этом канале корреспондент РТР Аркадий Мамонтов и Олег Добродеев. Последний вскоре публично заявил о своей отставке с поста председателя ВГТРК. Эта отставка не была принята президентом Путиным. Объявившие о своём уходе несколько дней назад сотрудники телекомпании (Миткова, Пивоваров, Парфёнов, программа «Криминал») также приехали в ту ночь в Останкино и объявили о согласии сотрудничать с новым руководством.
В 8:00 14 апреля в эфир на четвёртой кнопке из студии ТНТ вышел специальный выпуск новостей с ведущими Андреем Норкиным и Виталием Бузуевым. Новостей в привычном понимании слова в том выпуске не было, был озвучен авторский взгляд ведущих на события, произошедшие на 8-м этаже телецентра. Через несколько минут вещание на Москву было прервано. Чуть позже в эфире появилась настроечная таблица, сменившаяся сериалом «Закон джунглей» (в соответствии с печатными телепрограммами). В 10:00 МСК в эфир четвёртой кнопки вышел первый выпуск программы «Сегодня» «нового» НТВ. Информации о ситуации вокруг канала не было, Ольга Белова просто объявила, что «новое руководство телекомпании НТВ сегодня приступило к выполнению своих обязанностей». В эфир НТВ в тот день вышли также повтор одного из старых эфиров игры «О, счастливчик!», а также программы «Без рецепта», «Дог-шоу» и «Женский взгляд» со свежими выпусками; отображавшийся последние дни (с 7 по 14 апреля) логотип «Защитим НТВ сегодня!» после возобновления вещания был заменён на обычный. Выпуск новостей в 16:00 подготовили корреспонденты из программы «Криминал», несколько дней назад заявившие об уходе с канала.

## Судьба коллектива НТВ, Гусинского и других СМИ «Медиа-Моста»
В 15:20 14 апреля 2001 года было объявлено о том, что НТВ прекращает производство передач «Итоги», «Тушите свет», «Глас народа», «Независимое расследование», «Итого» и «Свидетель века». Вместо перечисленных программ в эфире временно транслировались художественные фильмы. Кроме того, телеканал лишился прав на показ ряда кинофильмов и телесериалов, транслировавшихся на нём ранее.
В творческом коллективе НТВ произошёл раскол. В течение всего дня 14 апреля телекомпанию покинули около 350 сотрудников «старого НТВ». Из них как минимум 47 человек — люди, определявшие лицо канала. Вместе с бывшим главным редактором канала Евгением Киселёвым и старым составом руководства они перешли сначала на канал ТНТ, а через месяц — на ТВ-6 по приглашению владельца канала Бориса Березовского, который к тому моменту лишился контроля над ОРТ и перешёл в оппозицию к власти. Все прежние ведущие новостей спорта НТВ стали делать выпуски новостей для канала ТНТ, а позже и для ТВ-6, в связи с тем, что в последние годы у НТВ своей спортивной редакции не было, а для спортивных эфиров заключались договоры с «НТВ-Плюс». Вместо ушедших с канала региональных и иностранных корреспондентов репортажи для новостных блоков НТВ в течение некоторого времени готовили преимущественно стрингеры или редакторы-международники, до назначения новых заведующих корпунктами; освободившиеся места ведущих программы «Сегодня» заняли бывшие корреспонденты НТВ или же ведущие, ранее работавшие в утреннюю смену. Спортивные новости стали предоставлять журналисты, перешедшие на НТВ из редакции «НТВ-Плюс».
Ведущие телепрограмм:
- Борис Берман
- Андрей Бильжо
- Олег Богданов[209]
- Юлия Бордовских
- Виталий Бузуев
- Дмитрий Дибров[210]
- Ильдар Жандарёв
- Игорь Иртеньев
- Владимир Кара-Мурза
- Кирилл Кикнадзе
- Евгений Киселёв
- Сергей Костин[211]
- Вячеслав Крискевич
- Марианна Максимовская
- Михаил Маркелов[212]
- Владимир Маслаченко[213][214] (вернулся на НТВ осенью 2001 года)
- Сергей Мостовщиков
- Сергей Наумов
- Николай Николаев
- Лев Новожёнов (вернулся на НТВ в мае 2001 года)[215]
- Андрей Норкин
- Михаил Осокин
- Михаил Решетов
- Владимир Сафронов и бо́льшая часть коллектива программы «Впрок»[216][217]
- Василий Соловьёв
- Светлана Сорокина
- Эдуард Успенский
- Василий Уткин[218][219] (с 2001 по 2003 год появлялся на канале НТВ только как приглашённый комментатор с «НТВ-Плюс»[220][221], как ведущий работал только на ТВ-6[222], эфирной версии «НТВ-Плюс Спорт» и ТВС[223][224][225])
- Элеонора Филина
- Елена Ханга (вернулась на НТВ в ноябре 2001 года)[226][227][228]
- Иоланда Чен[229]
- Андрей Черкизов
- Виктор Шендерович
- Татьяна Юрко

Корреспонденты:
- Иван Аристов
- Аркадий Бабченко[230]
- Максим Борисов[231]
- Виталий Бузуев
- Артур Валеев
- Антон Верстаков
- Иван Волонихин
- Вадим Глускер
- Вячеслав Гузь
- Юлия Ермилова[232]
- Ольга Журавлёва
- Илья Зимин
- Вадим Кантор
- Тамара Карташова
- Илья Климов
- Денис Коломейцев
- Алексей Кондулуков
- Светлана Куницына
- Елена Курляндцева
- Максим Куцкевич
- Ольга Леонова
- Марина Лиллевяли
- Елизавета Листова
- Павел Лобков (вернулся на НТВ в мае 2001 года)[233]
- Евгений Маслов
- Евгений Матонин
- Эрнест Мацкявичюс
- Аркадий Медведев
- Александр Мисаилов
- Сергей Михайлов
- Дмитрий Михеев
- Сергей Морозов
- Ашот Насибов
- Павел Песков
- Марина Петухова
- Елена Поляковская
- Надежда Правдина
- Екатерина Придорогина
- Евгения Саяпина
- Артём Симонян
- Арина Слабко
- Сергей Смирнов
- Борис Соболев
- Александр Ступников
- Евгений Сухой
- Вадим Такменёв
- Константин Точилин
- Ксения Туркова[234]
- Вадим Фефилов
- Андрей Чернышёв
- Владимир Чернышёв
- Алла Чернышёва
- Айрат Шавалиев[235]
- Александр Шашков
- Анна Шевелёва
- Дмитрий Штоколов
- Алим Юсупов
- Юлия Юсупова[236]

Руководство:
- Нонна Агаджанова
- Татьяна Блинова
- Людмила Бродская
- Алексей Бурков
- Всеволод Вильчек[237]
- Александра Виноградова
- Александр Герасимов
- Анна Горшкова
- Евгений Киселёв
- Никита Клебанов
- Александр Колбовский
- Григорий Кричевский
- Александр Левин
- Семён Левин
- Сергей Скворцов
- Олег Точилин
- Мария Шахова

Закадровые сотрудники:
- сотрудники отдела анонсов телекомпании[238][239]
- некоторые операторы (Вячеслав Титов[240], Роман Михайленко и др.) и редакторы (Павел Кушелев и др.)
- шеф-редакторы ушедших ведущих программы «Сегодня»
- Сергей Педченко[241]
- Василий Пичул

а также:
- программа «Антропология»
- программа «В нашу гавань заходили корабли»
- программа «В печать»
- ток-шоу «Глас народа»
- программа «Депрессия»
- программа «Интересное кино»
- программа «Итоги»
- программа «Итого»
- ток-шоу «Независимое расследование»
- документальный цикл «Новейшая история» (право на использование названия вернулось к НТВ в феврале 2002 года, сам же цикл на канале возобновился летом)
- документальный цикл «Свидетель века»
- программа «Старый телевизор» (возобновлена на НТВ в мае 2001 года)
- программа «Тушите свет!»
- программа «Футбольный клуб»
- программа «Час Быка»

и другие. 
Ведущие телепрограмм:
- Ольга Белова[213]
- Александр Беляев
- Евгений Борковский
- Яков Бранд
- Наталья Великодная
- Евгений Гинзбург (ушёл на ТВ-6 осенью 2001 года)[242][243]
- Наталья Забузова[213]
- Ирина Зайцева (ушла на ТВ-6 в июне 2001 года)
- Владимир Золотницкий и весь коллектив Отдела правовых программ[213]
- Андрей Калитин
- Евгений Кириченко (ушёл на ТВ-6 в июне 2001 года)[244]
- Павел Любимцев
- Пётр Марченко[213]
- Татьяна Миткова[213]
- Кирилл Набутов (ушёл на ТВ-6 в сентябре 2001 года)[245][246]
- Леонид Парфёнов[213]
- Кирилл Поздняков[213]
- Ирина Полякова (ушла на ТВ-6 осенью 2001 года)
- Игорь Потоцкий
- Оксана Пушкина[213]
- Елена Саркисян
- Константин Смирнов
- Денис Солдатиков
- Николай Фоменко  (ушёл с НТВ летом 2001 года)[199][247]
- Михаил Ширвиндт[213]
- Савик Шустер[248]

Корреспонденты:
- Никита Анисимов
- Тимофей Баженов
- Ирина Близнюк
- Алексей Веселовский
- Игорь Воеводин
- Антон Вольский
- Екатерина Головина[249][250]
- Святослав Гордин
- Андрей Григорьев
- Антон Гришин
- Вячеслав Грунский
- Руслан Гусаров[251]
- Сергей Дедух[252]
- Валерий Драгилев
- Александр Зиненко
- Юрий Зинчук
- Владимир Ивашин
- Алексей Ивлиев
- Алексей Казаков
- Станислав Калякин
- Нугзар Кереселидзе
- Евгений Кириченко (ушёл на ТВ-6 в июне 2001 года)
- Александр Колпаков
- Егор Колыванов
- Борис Кольцов
- Владимир Кондратьев[189]
- Анна Конюкова
- Илья Костин
- Владимир Ленский (ушёл на ТВ-6 в июне 2001 года)
- Юрий Липатов[253]
- Андрей Лошак
- Андрей Мельников
- Константин Мыльников
- Ольга Надточей[254][255]
- Вячеслав Немышев
- Дмитрий Новиков
- Алексей Пивоваров[253]
- Дмитрий Писаренко
- Алексей Поборцев
- Дмитрий Погоржельский
- Ольга Подкопаева
- Вячеслав Прунов[256][257]
- Александр Связин (ушёл на ТВ-6 летом 2001 года)[258]
- Павел Селин
- Роман Соболь
- Игорь Сорокин
- Фёдор Тавровский
- Филипп Трофимов
- Александр Хабаров[253][259]
- Дмитрий Хавин
- Сергей Холошевский
- Антон Хреков[260]
- Андрей Черкасов[261]
- Артём Шануров
- Андрей Шилов
- Денис Шуйский
- Александр Южный

и другие.
Закадровые сотрудники:
- Владимир Батраков[262]
- Константин Кошкин
- Мурат Куриев
- Вера Кричевская
- Наталья Мальцева[263]
- Сергей Полянский
- Сергей Фикс
- Никита Чисников (ушёл на ТВ-6 в июне 2001 года)
- Сергей Шанович
- Олег Эмиров
- многие операторы, среди которых Евгений Лагранж (ушёл с НТВ на РТР в сентябре 2001 года)[264][265], Владимир Авдеев, Валерий Шебанов, Игорь Ковригин[266], Алексей Червяков и др[267].

а также:
- программа «Без рецепта»
- программа «Большие деньги»
- программа «Большие родители»
- программа «Впрок»
- ток-шоу «Герой дня»
- программа «Герой дня без галстука» (повторы, перешла на ТВ-6 в июне 2001 года)
- программа «Дог-шоу. Я и моя собака»
- ток-шоу «Забытый полк» (перешло на ТВ-6 в июне 2001 года)
- программа «Карданный вал»
- программа «Криминал»
- программа «Криминал: Чистосердечное признание»
- документальный цикл «Криминальная Россия»
- программа «Куклы»[268]
- программа «Женский взгляд»
- телеигра «О, счастливчик!» (повторы)
- программа «Один день» (перешла на ТВ-6 в сентябре 2001 года)
- телеигра «Полундра!» (заранее отснятые выпуски)
- программа «Профессия — репортёр»
- программа «Путешествия натуралиста»
- программа «Растительная жизнь»
- документальный сериал «Российская империя»
- программа «Сегодня»
- экологическая программа «Среда»
- программа «Совершенно секретно: информация к размышлению»[213]
- трансформированная программа «Сумерки»
- программа «Третий тайм»

и другие. 
29 мая 2001 года Московский арбитражный суд принял решение о ликвидации холдинга «Медиа-Мост». В ноябре 2001 года «Газпром» стал контролирующим собственником большинства компаний «Медиа-Моста», а спустя несколько месяцев, в июле 2002 года, Гусинский продал оставшиеся пакеты всех компаний (за исключением «Эха Москвы»), которыми до этого владел в качестве миноритарного акционера.
Смена собственника «Медиа-Моста» привела к значительным изменениям в работе и устройстве всех бывших средств массовой информации Гусинского. Новым владельцем сразу же была закрыта газета «Сегодня», а из журнала «Итоги» была уволена вся команда главного редактора Сергея Пархоменко. Американский журнал Newsweek прекратил сотрудничество с новым коллективом «Итогов», целиком и полностью состоящего из сотрудников газеты «Сегодня». Ушедшие сотрудники вместе с Сергеем Пархоменко создали новое издание — «Еженедельный журнал».
Большинство приобретённых «Газпромом» активов испытывали трудности с нехваткой финансирования, среди них были телесеть ТНТ, система спутникового телевидения «НТВ-Плюс», радиостанции «Эхо Москвы» и «Спорт-FM», которая прекратила своё вещание из-за задолженности с использованием передатчика, а чуть позже возобновила вещание уже в составе холдинга «Газпром-Медиа» и работала до 24 февраля 2005 года, после чего эфир передали «Радио Тройка». Все перешедшие к холдингу «Газпром-Медиа» радиостанции, за исключением «Эха Москвы», в том числе и «Спорт FM», вплоть до 2005 года считались своеобразным балластом, которые до того периода он пытался не реабилитировать, а передать другим владельцам. По причине недофинансирования компании «НТВ-Плюс» в сентябре 2001 года объявил об отставке её генеральный директор Евгений Якович (официально покинул должность только в марте 2002 года).
Центральный актив — телеканал НТВ — также испытывал трудности: из-за финансовых затруднений он был на грани закрытия.
Сайт НТВ (NTV.ru, newsru.com) и международная версия канала до 2001 года (NTV-International, ныне RTVi) перестали считаться таковыми, поскольку не были связаны с юридическими лицами, обременёнными обязательствами перед «Газпромом», поэтому остались в сфере влияния прежнего собственника НТВ Владимира Гусинского. В конце 2001 года НТВ запустила новую международную версию — «НТВ Мир», а в феврале 2002 года — новый сайт, первоначально доступный по адресу ntv-tv.ru. Оригинальный домен ntv.ru 13 ноября 2002 года был передан телекомпании по взаимной договорённости.
6 июля 2002 года прекратил вещание ранее единственный телевизионный актив «Газпром-медиа» ― телеканал «Прометей АСТ». Холдинг сделал ставку на развитие сетей вещания НТВ и ТНТ и прекратил финансирование телеканала. Юридическое лицо телекомпании ― «Ассоциация спутникового телевещания Прометей», было ликвидировано. Редакция АСТ перешла под контроль «Rambler Интернет Холдинга» и основала новый образовательно-развлекательный телеканал «Астекс-ТВ», позднее переименованный в «Rambler Телесеть».
В то же время «Эхо Москвы» создаёт дочернюю радиостанцию «Арсенал» на случай смены руководства «Эха» и изменения вещательной политики.
Российские власти пытались экстрадировать обвинённого в мошенничестве Владимира Гусинского сначала из Испании, а затем из Греции, однако в выдаче им было официально отказано, поскольку Генеральная прокуратура РФ не смогла представить убедительных доводов, что он преследуется как уголовный преступник. 19 мая 2004 года ЕСПЧ заявил о том, что «уголовное преследование бизнесмена имело цель вынудить его отдать НТВ», и обязал Россию выплатить Гусинскому 88 тысяч евро судебных издержек.
Суд над бывшим финансовым управляющим «Медиа-Моста» Антоном Титовым состоялся в декабре 2002 года. По большинству пунктов обвинения он был официально оправдан, по оставшимся был осужден на три года. Титов был освобождён по амнистии в зале суда.

## Переход журналистов из НТВ и отключениеТВ-6
До 2001 года бо́льшую часть эфирного времени телеканала ЗАО «МНВК» «ТВ-6» занимали молодёжные развлекательные программы. Однако, вскоре после перехода туда сотрудников «старого» НТВ, канал приобрёл общественно-политическую направленность, а его развлекательная составляющая ушла на второй план. Расширение информационно-аналитического вещания на шестой кнопке началось ещё осенью 1999 года, после того, как контрольный пакет акций телеканала перешёл к Борису Березовскому.
14 апреля 2001 года, спустя несколько часов после своего ухода с НТВ, Евгений Киселёв принимает предложение Березовского стать исполняющим обязанности генерального директора ЗАО «МНВК». Большая часть ушедших с «четвёртой кнопки» вместе с Киселёвым сотрудников начали снимать свои материалы для новостей канала ТВ-6, не являясь штатными сотрудниками этого телеканала и не занимая его студийных и редакционных помещений (до конца мая все журналисты продолжали располагаться в помещениях ТНТ).
С вечера 17 апреля на ТВ-6 стали выходить выпуски новостей, подготовленные командой Евгения Киселёва. Продолжались эфиры команды и на канале ТНТ, но до 26 мая.
Факт прихода журналистов старого НТВ на телеканал вызвал нежелание работать с ними у сотрудников старой Службы информации во главе с главным редактором Михаилом Пономарёвым. С 16 по 18 апреля 2001 года Пономарёв, а вслед за ним и 50 из 85 сотрудников новостного подразделения, среди которых были ведущие выпусков новостей Александр Сапожников и Анна Павлова, подали заявления об уходе с ТВ-6; телеканалы ОРТ, РТР и НТВ выразили готовность трудоустроить их. После массового ухода на канале осталось небольшое количество корреспондентов и технических сотрудников службы, согласившихся работать с новыми менеджерами.
В 15:00 19 апреля в эфир ТВ-6 вышел выпуск, подготовленный журналистами программы «День за днём. Шкала новостей», поскольку все признающие Пономарёва главным редактором службы информации канала новостники уже уволились с него. 22 апреля 2001 года на ТВ-6 впервые вышли «Итоги», вслед за ними постепенно стали появляться и другие передачи старого НТВ. 26 апреля с канала увольняется его заместитель генерального директора Александр Олейников, после чего он переходит на новое НТВ и занимает там вакантную должность главного продюсера. Чуть раньше (17 апреля) то же самое сделал и исполнительный директор ТВ-6 Александр Пономарёв.
14 мая 2001 года на очередном собрании акционеров МНВК были уволены председатель Совета директоров ТВ-6 Игорь Шабдурасулов и член Совета директоров Руслан Фомичев. Евгений Киселёв официально вступил в должность генерального директора МНВК, исполнительным директором был назначен бывший генеральный директор ТНТ Павел Корчагин. Бывший заместитель генерального директора, главный продюсер МНВК Иван Демидов подал заявление об уходе с занимаемого поста. Также заявил о своей отставке заместитель главного продюсера Андрей Сафронов. ТВ-6 также покидают заместители генерального директора Стелла Неретина и Андрей Воскресенский, руководитель региональной службы Елена Злотникова и технический директор канала Александр Золотницкий. В результате перестановок Александр Пономарёв перешёл на ВГТРК, став генеральным директором телеканала «Культура», одновременно туда же перешли и почти все менеджеры, ушедшие с ТВ-6 после изменения его руководящего состава.
Новое руководство ТВ-6 в лице Киселёва почти сразу же приступило к изменению концепции шестого телеканала с «молодёжно-развлекательной» на «общественно-политическую». В результате этого в течение июня из эфира было убрано 17 развлекательных передач (с последующим увольнением значительной части причастных к их выпуску лиц), при этом часть неразвлекательных проектов старого ТВ-6 была сохранена, с теми или иными изменениями. Бывшим персоналом развлекательных и юмористических передач телеканала процесс закрытия старых проектов был воспринят как повторение ситуации, случившейся на НТВ 14 апреля, только теперь уже в помещениях ТВ-6, при том, что на самом деле новое руководство телеканала предложило им всем остаться на своих прежних местах. С 3 сентября канал переходит на новую сетку вещания, в которой из традиционных развлекательных программ предыдущей команды остались только небольшая их часть и запущенное в октябре первое в России реалити-шоу «За стеклом».
27 сентября 2001 года один из владельцев телекомпании ТВ-6, негосударственный пенсионный фонд «Лукойл-гарант» подал судебный иск с требованием объявить телекомпанию банкротом и ликвидировать МНВК.
19 октября 2001 года новостное агентство «Телевизионная служба новостей» (ТСН), которое производило выпуски новостей для ТВ-6 в 1997—1999 годах, подало иск против канала в суд на 5 миллионов долларов. Соглашение на производство новостей с этой компанией было заключено ещё при старом руководстве МНВК и было разорвано по причине их непопулярности.
В ноябре 2001 года ТВ-6 начинает испытывать проблемы с показом некоторых телепередач. Минпечати России прислало в телекомпанию письмо с целью прекратить показ программ «Итого», «Глас народа», «Новейшая история», «Интересное кино» и «Забытый полк», названия которых зарегистрировал на себя телеканал НТВ. В декабре телеканал приостанавливает производство некоторых передач.
29 декабря 2001 года Федеральный арбитражный суд Московского округа отменяет решение о ликвидации МНВК и направляет дело на новое разбирательство в Московский арбитражный суд. 4 января 2002 года зампред Высшего арбитражного суда Эдуард Ренов в порядке надзора выносит протест на решение Федерального арбитражного суда Московского округа от 29 декабря. Формальным поводом для закрытия стали долги ТВ-6.
Против закрытия ТВ-6 выступили Борис Ельцин, Михаил Горбачёв, Григорий Явлинский, Руслан Аушев, Вячеслав Володин, Ирина Хакамада, Борис Немцов, Любовь Слиска, Ясен Засурский, Александр Вершбоу, Олег Попцов, Валерия Новодворская и Владимир Познер. В некоторых российских городах проходили стихийные митинги в поддержку телеканала.
15 января 2002 года на общем собрании трудового коллектива ТВ-6 ведущими журналистами телеканала было принято решение учредить вместо «МНВК» новую телекомпанию в лице ООО «ТВ-6». Среди учредителей были 36-47 человек из трудового коллектива канала, как из «старого», так и из «нового» состава сотрудников. Гендиректором новой организации был назначен Евгений Киселёв. Первоначально это ООО рассчитывало пройти необходимые юридические процедуры и попросить у Минпечати лицензию на вещание, отобранную у МНВК, а в марте 2002 года оно стало одним из владельцев ЗАО «Шестой телеканал».
Вечером 21 января 2002 года спортивный комментатор Владимир Маслаченко заявил о том, что спортивный и футбольный канал «НТВ-Плюс» готовы заполнить пустующее время на шестой кнопке.
В ночь с 21 на 22 января 2002 года, во время трансляции передачи Владимира Соловьёва «Соловьиная ночь», вещание ТВ-6 было приостановлено (в 0:00 — на Москву, через 10-15 минут — на все остальные регионы вещания), а в помещениях было отключено электропитание. До официально объявленного по программе конца эфира (1:25 МСК) телеканал должен был показать премьерные выпуски ещё как минимум двух передач — «За стеклом» и «Дорожный патруль». В 7:00 МСК в Москве и Подмосковье на шестом телеканале началась демонстрация программ спортивного спутникового канала «НТВ-Плюс Спорт». В других городах на месте ТВ-6 транслировались другие каналы. Например, в Санкт-Петербурге транслировался канал Fashion TV (позже его заменили на «НТВ-Плюс Спорт»), в Барнауле, Магнитогорске, Айхале и Белоруссии — канал ТВЦ, в Молдавии — ТНТ, в Казахстане — NTV-International, в Краснодаре, Нижнем Новгороде и Новосибирске — ТВ-3. В первые дни после отключения в ряде городов вместо ТВ-6 показывали передачи одного из местных каналов (Владивосток, Екатеринбург, Самара, Тула) или чёрный экран (Волгоград, Калининград). Согласно экспресс-анализам из регионов, ряд региональных телекомпаний, в том числе и филиалы МНВК, первые дни заполняли возникшие эфирные дыры собственной телепродукцией, музыкальными клипами или же архивными записями программ из телеэфира ТВ-6 последних дней его вещания. Позднее в некоторых городах также началось вещание «НТВ-Плюс Спорт».
После закрытия канала его аудитория в Москве уменьшилась на 10 %, в России — на 7,7 % по сравнению с показателями от 14—18 января 2002 года. Так, в период вещания на метровой частоте рейтинги «НТВ-Плюс Спорт» не поднимались выше 0,19 % по России и 0,7 % по Москве, что значительно меньше показателей как ТВ-6, так и других центральных телеканалов, за исключением короткого периода в феврале, когда канал почти в полном объёме показывал в своём эфире олимпийские трансляции из Солт-Лейк-Сити, и московские рейтинговые показатели достигали цифр в 10-11 %.
22 января 2002 года в 12 часов дня коллектив канала собрался в Останкино, чтобы обсудить свои дальнейшие планы. Гендиректор ТВ-6 Евгений Киселёв сообщил журналистам, что руководство компании «намерено делать всё, чтобы остаться в эфире, если не в телевизионном, то хотя бы в радийном», а также наладить выход программ в интернете. Кроме того, он заявил, что журналистский коллектив бывшего ТВ-6 намерен принять участие в конкурсе на вещание, который конкурсная комиссия назначила на 27 марта. Он также высказал предположение, что на конкурсе «лицензию скорее всего получит кто-то другой», а коллективу ТВ-6 «может быть просто отказано в регистрации по формальным причинам». Одновременно главный редактор службы информации ТВ-6 Григорий Кричевский заявил, что 24 января ООО «ТВ-6» может получить официальный статус: Московская регистрационная палата должна была решить вопрос о регистрации этого юридического лица. ООО «ТВ-6» также собиралось предоставить в Минпечати нормативные документы, подтверждающие право на восстановление вещания на бывшей частоте МНВК, несмотря на то, что по словам министра печати Лесина, таких формальных причин для получения права на вещание у этого юрлица нет.
С того же дня информационные и некоторые авторские передачи ТВ-6 начали выходить в аудиоварианте на радиостанции «Эхо Москвы». Их выход продолжился до марта того же года. Программа «За стеклом-2» стала выходить на ТНТ, а программы «Дорожный патруль» и «Вы — очевидец», выходившие на канале ТВ-6 ещё со времён старой концепции его вещания, перешли на каналы РТР (затем переименованный в телеканал «Россия») и REN-TV соответственно. Там же они были окончательно закрыты. Замена программ ТВ-6 на спортивные программы производства «НТВ-Плюс» вызвала неоднозначную реакцию в обществе. Ситуация вокруг телеканала — главная новость в информационных программах всех телеканалов, в том числе ОРТ, РТР, НТВ и REN-TV.
23 января и 12 февраля 2002 года на заседании Госдумы некоторые депутаты предложили оставить канал ТВ-6 спортивным. Возникает вопрос о необходимости круглосуточного спортивного вещания в стране. Неясные перспективы и серьёзные споры о том, кто же будет вещать на шестом телевизионном канале, привели к тому, что спортивный телеканал производства «НТВ-Плюс» («Спорт на шестом канале») продолжил вещание до мая 2002 года.
Частота ТВ-6 была выставлена на конкурс, который состоялся 27 марта 2002 года. В нём приняли участие Олимпийский комитет России, телекомпании АТВ, ТНТ-Телесеть, 7ТВ, некоммерческое партнёрство «Медиа-Социум», Иван Демидов с концепцией «Твой канал» и многие другие. СТС, ВГТРК и REN-TV отказались от участия в конкурсе по разным причинам.
27 марта 2002 года некоммерческое партнёрство «Медиа-Социум» победило на аукционе на шестую метровую частоту. При этом в лицензии, которую получило НП «Медиа-Социум», было указано, что она вступает в силу после только после прекращения действия аналогичной у МНВК (с 1 января 2005 года), а до этого момента новый владелец частоты должен был вещать по временному разрешению, выданному Министерством РФ по делам печати и телерадиовещания.
За время отсутствия в эфире команды Киселёва с января по май 2002 года, её по разным причинам успели покинуть Андрей Норкин, Вячеслав Крискевич (ушли на RTVi), Виталий Бузуев, Иван Усачёв (ушли на REN-TV), Эрнест Мацкявичюс (ушёл на РТР), Юлия Бордовских, Кирилл Кикнадзе и Владимир Чернышёв (вернулись обратно на НТВ). Все остальные штатные сотрудники ЗАО «МНВК» (их к тому моменту насчитывалось около 1000 человек) были переведены на работу в ЗАО «Шестой телеканал» в рамках ликвидации вещателя ТВ-6.
23 мая 2002 года «Медиа-Социум» получил лицензию на вещание. 24 мая ЗАО «Шестой телеканал» (создано частью творческого коллектива ТВ-6 во главе с Евгением Киселёвым) и «Медиа-Социум» подписали контракт на пять лет. ЗАО «Шестой телеканал» — эксклюзивный производитель всех телевизионных программ будущего канала, который не имел собственной лицензии и предоставлял «Медиа-Социуму» телевизионную продукцию, функционируя как продюсерский центр.
29 мая 2002 года Химкинский городской суд признал незаконными действия МНВК по прекращению вещания ТВ-6.
В ночь на 1 июня 2002 года «НТВ-Плюс Спорт» завершил своё вещание на шестом канале. Спустя год после прекращения эфирного вещания тогдашний руководитель спортивных каналов компании Алексей Бурков сказал, что на этом проекте компания потеряла порядка шестисот тысяч долларов, но тем не менее, опыт вещания на метровой частоте оказался положительным.

## ЗакрытиеТВС
1 июня 2002 года, в 8:00 МСК, телеканал ТВС впервые вышел в эфир на шестом телеканале. В ротации канала были сохранены почти все программы, которые выходили на ТВ-6 до его отключения. Весь штат ЗАО «Шестой телеканал», вещателя ТВС, полностью состоял из бывших сотрудников телеканалов НТВ, ТНТ и ТВ-6. Первым гендиректором ТВС был Александр Левин, совмещавший административную и продюсерскую работу. Спустя два месяца после назначения на пост он перестал устраивать акционеров телекомпании, крупных российских олигархов. Первая серьёзная неудача канала — телепроект «За стеклом-3. Теперь ты в армии!», производившийся совместно с украинским «Новым каналом» и прерванный незадолго до своего окончания по финансовым причинам.
22 июля 2002 года Московский арбитражный суд признаёт незаконность ликвидации МНВК. Теперь получается, что две телекомпании должны использовать одну и ту же частоту. В дальнейшем председатель ликвидационной комиссии МНВК Павел Черновалов высказал мнение, что телеканалы «НТВ-Плюс Спорт» и ТВС незаконно осуществляли своё вещание на частоте ТВ-6, и заявил, что корпорация планирует взыскать с этих вещателей убытки по факту их нелегальной трансляции по лицензии МНВК. Также в МНВК отмечали, что канал ТВС, занявший её место на шестой кнопке, незаконно использует в своём телеэфире видеоматериалы из архива ТВ-6, который, в свою очередь, частично был передан ему в бесплатное пользование ещё в июне 2002 года, когда генеральным директором телекомпании ещё оставался Евгений Киселёв, в том же месяце снятый с занимаемой должности.
В октябре 2002 года между акционерами ТВС возникает конфликт по вопросам управления компанией. Интересы одного крыла представляют Роман Абрамович, Олег Дерипаска, Александр Мамут, ко второму относятся Анатолий Чубайс, Олег Киселёв и Игорь Линшиц.
В конце 2002 — начале 2003 годов начинаются проблемы с финансированием, в прессе появляются сообщения о том, что телеканал может быть закрыт или перепрофилирован. В течение нескольких месяцев весь персонал не получал заработную плату, однако продолжал работать. Многие сотрудники телекомпании под обязательства получения этой недополученной зарплаты были вынуждены влезать в долги, кредиты и ипотеку, сами же долги при ликвидации телекомпании не были выплачены ни одному сотруднику вплоть до настоящего времени. В то же время долги ТВС Внешэкономбанку достигли суммы в $100 миллионов. Становится известно и о других нарастающих долгах телеканала.
17 марта 2003 года из-за конфликта с Евгением Киселёвым с канала уходит руководитель информационного вещания Григорий Кричевский. Ряд видных сотрудников ТВС — среди них были Владимир Кара-Мурза, Алексей Воробьёв, Елизавета Листова, Владимир Соловьёв, Виктор Шендерович, Михаил Осокин и Марианна Максимовская — посчитали невозможным работать под его руководством. Чуть раньше из-за конфликта с Кричевским команду Киселёва покинули Светлана Сорокина, Вячеслав Крискевич, Андрей Норкин, Ашот Насибов.
В апреле 2003 года в связи с финансовым кризисом на канале закрывается ряд передач, таких как «Земля — Воздух», «ABS», «Паутина» и «Публичные люди», сотрудничество с ТВС также прекращают несколько корреспондентов службы информации. Параллельно в СМИ появилась информация о том, что акционеры ТВС для улучшения его финансового положения приняли решение привлечь «Видео Интернешнл» и телекомпанию ВИD, создав с ними компанию, которая фактически управляла бы телеканалом. Из нескольких кандидатов ими был выбран Александр Любимов (известный тележурналист, бывший заместитель генерального директора «Первого канала», основатель телекомпании ВИD), так как его кандидатура устраивала все стороны предполагавшегося партнёрства. После его назначения телеканал должен был изменить сетку вещания в соответствии с концепцией Любимова: из неё должны были исчезнуть абсолютно все телепроекты, делавшиеся на ТВС экс-сотрудниками НТВ и ТВ-6, которые планировалось заменить художественными фильмами и развлекательными шоу. Кроме того, предполагалось упразднить должность главного редактора, которую занимал Евгений Киселёв, а также слить её с должностью гендиректора. Но идея спасти ТВС путём назначения внешней команды кризисных менеджеров провалилась, и назначение Любимова в итоге так и не состоялось. Пресса высказывала предположение, что таким образом последний негосударственный эфирный канал в метровом диапазоне в преддверии предстоящих парламентских и президентских выборов пытались переформатировать в своеобразный филиал «Первого канала».
Со 2 июня 2003 года кабельный оператор «Мостелеком» начал отключать трансляцию ТВС на территории Москвы с формулировкой «за неуплату за распространение сигнала». Сложность отношений между каналом и кабельным оператором состояла ещё и в том, что канал ТВС не входил в так называемый социальный пакет из 7 обязательных для распространения на территории Москвы каналов ОАО «Мостелеком»: официально 6-я позиция в нём принадлежала ЗАО «МНВК» и каналу ТВ-6, где у правительства Москвы был пакет акций, а телеканал ТВС и ЗАО «Шестой телеканал» не являлись их официальными юридическими правопреемниками, следовательно, новый канал воспринимался «Мостелекомом» как коммерческий вещатель, который должен платить за распространение своих программ по кабелю.
В начале июня 2003 года для разрешения конфликта среди акционеров и сохранения проекта Анатолий Чубайс продаёт свои акции телеканала ТВС Олегу Киселёву и Игорю Линшицу, которые в свою очередь приняли решение о продаже своих пакетов акции главе инвестиционной компании «Базовый элемент» Олегу Дерипаске. Таким образом, Дерипаска получил контроль над 90 % акций телекомпании. Остальные 10 % принадлежали главному редактору телекомпании Евгению Киселёву. После перехода пакета акций к Дерипаске в СМИ снова стали появляться сообщения о возможной смене концепции ТВС, на этот раз — с перспективой его перепрофилирования в специализированный мужской телеканал или же молодёжный развлекательный телеканал по образцу СТС, что, по сути, было равносильно своеобразному возвращению шестого канала к концепции и сетке вещания бывшего ТВ-6 до июня 2001 года.
17 июня 2003 года главный редактор ТВС Евгений Киселёв заявил о невозможности продолжать вещание, и 23 июня телеканал навсегда исчезнет из телеэфира.
19 июня 2003 года в прессе появилась информация о том, что уже с четверга на месте ТВС начнёт вещание новый телеканал производства ВГТРК «Спорт», впервые появившийся в эфире 12 июня 2003 года, в День независимости (по другим сведениям, на замену ТВС специализированный спортивный канал в госхолдинге стали готовить ещё с начала-середины мая того же года). В последние дни вещания звёзды ТВС начали прощаться со зрителями в рамках своих передач. Владимир Кара-Мурза и Виктор Шендерович заявили, что окончательно уходят с телевидения. В последнем выпуске аналитической программы «Итоги», который так и не вышел в эфир, Евгений Киселёв и бригада программы хотели попрощаться со зрителями, которые смотрели эту программу на протяжении 11 лет.
В ночь  с 21 на 22 июня 2003 года, в 0:02 МСК, во время трансляции на канале рекламы чипсов Lays в рамках заявленного по печатной сетке художественного фильма «Репортаж», вещание ТВС было отключено с формулировкой «в интересах телезрителей» на всей сети распространения этого телеканала. В помещениях телеканала были отключены городские телефоны и Интернет. По кабельным сетям сигнал ТВС также не распространялся, вещание было оборвано статичным кадром из художественного фильма «Репортаж». В 0:25 МСК на шестом канале начал работу новый государственный телеканал «Спорт». Шёл повтор трансляции футбольного матча Чемпионата России «Ротор» — «Локомотив» от 19 июня 2003 года (без звука). Для этого Минпечати временно, до конца 2004 года предоставило частоту.
В отличие от событий вокруг НТВ и ТВ-6 в 2001 и 2002 годах соответственно, государственные телеканалы России («Первый канал» и «Россия») в своих новостных программах никак не отреагировали на закрытие ТВС, сюжеты по этой теме в течение 22 июня выходили в эфир только на канале НТВ в телепрограммах «Сегодня» с Ольгой Беловой и «Намедни» с Леонидом Парфёновым. При этом в интервью журналу «Итоги» от 1 июля 2003 года гендиректор «Первого» Константин Эрнст заявил, что ему «жаль того, что случилось с ТВС, потому что там работало много высококлассных профессионалов», а также, что «канал можно было спасти, но больной был уже инакурабелен»; председатель ВГТРК Олег Добродеев, чей канал заменил в телеэфире ТВС, высказал мнение, что главными проблемами закрытого канала были отсутствие идеи, внятных взаимоотношений с инвесторами и рекламный рынок, который для благоприятной ситуации должен был подняться процентов на тридцать-пятьдесят, и выразил озабоченность оставшимися без работы закадровыми сотрудниками ТВС. Часть общественных, телевизионных и политических деятелей России (Андрей Козырев, Владимир Семаго, Татьяна Миткова, Сергей Доренко, Гарри Каспаров, Владимир Молчанов, Дмитрий Дибров и др.) выступила со своим мнением относительно закрытия канала на страницах газеты «Московские новости».
Многие ведущие и репортёры телеканала разошлись по другим российским СМИ («Первый канал», «Россия», «Третий канал», REN-TV, СТС, 7ТВ, «Эхо Москвы», RTVi). Бо́льшая часть сотрудников ТВС вернулась (или же впервые перешла) на НТВ. При возвращении на НТВ подавляющее большинство бывших сотрудников ТВС сильно потеряло в зарплате, почти в 2 раза. Работу им приходилось начинать практически с нуля — за два года отсутствия их места оказались заняты.
По словам Евгения Киселёва, многие тележурналисты со старого НТВ, ТВ-6 и ТВС после закрытия последнего в 2003 году в дальнейшем так и не смогли найти работу на других телеканалах России, ушли из профессии или из жизни или же стали вынужденно подрабатывать в двух-трёх местах. К 2014—2017 годам, по его же сведениям, большая часть известных тележурналистов с опытом работы на старом НТВ, ТВ-6 и ТВС уже не работала на российских федеральных каналах или на телевидении вообще, а также эмигрировала из России в Европу или в США.

## Ликвидация МНВК
В конце июня 2003 года единственный оставшийся законный владелец лицензии на шестую кнопку — ЗАО «Московская независимая вещательная корпорация» — передала свои права на вещание телеканалу «Спорт», изначально — до 31 декабря 2003 года, затем — до 31 декабря 2004 года, когда лицензия ТВ-6, по которой «Спорт» вещал всё это время де-факто на нелегальной основе, истекала. Параллельно, в различных СМИ неоднократно появлялась информация о том, что в течение 2003—2004 годов «Спорт» может исчезнуть с шестой кнопки, а на его место придёт общественно-политический телеканал производства ВГТРК. МНВК же к тому времени находилась в процессе ликвидации и не имела права заниматься хозяйственной деятельностью.
Основатель МНВК Эдуард Сагалаев после прекращения вещания канала ТВС предлагал оставшимся в корпорации менеджерам в сложившихся условиях «обновить состав владельцев МНВК на базе её существующей лицензии, возобновить вещание на канале ТВ-6 с новой концепцией, новым коллективом и с пониманием реалий существования частного телевидения в современных российских условиях», чего сделано не было: во властных кругах было решено менять ТВС не на лояльный канал схожей тематики, а на спортивный, который более естественно вписывался в российскую государственную политику начала 2000-х годов. 7 июля 2003 года телекомпания была продана Березовским группе частных лиц. Среди возможных покупателей компании указывается консорциум, состоявший из группы государственных банков, НП «Росмедиаком» и компании «Видео Интернешнл», находившейся под контролем тогдашнего министра печати Михаила Лесина).
Несмотря на всё это, некоторое время до конца 2003 года (22 декабря того года Московский арбитражный суд признал незаконным конкурс на право вещания на шестом метровом канале, состоявшийся 27 марта 2002 года) ЗАО «МНВК», чья лицензия на тот момент официально аннулирована ещё не была, всё ещё рассматривала возможности восстановления выхода в эфир на 6 ТВК телеканала ТВ-6, даже невзирая на то обстоятельство, что к тому моменту все его бывшие сотрудники уже успели разойтись по разным телеканалам (см. выше). 6 августа 2003 года ТВС по инициативе МНВК начал возвращать корпорации всё имевшееся оборудование, переданное ему годом ранее; одновременно телекомпания намеревалась взыскать с ЗАО «Шестой телеканал» и ту аппаратуру, которая могла пропасть с канала ТВ-6 ещё до прихода команды НТВ в апреле-мае 2001 года — уйти вместе с прежними менеджерами и продакшн-студиями, близкими к МНВК, на которых она была в своё время переписана (инвентаризация имущества тогда не производилась).
27 мая 2004 года в отношении корпорации была начата процедура банкротства. Долги МНВК перед кредиторами на тот момент составляли более 60 миллионов долларов. Бо́льшая часть этой суммы приходилась на задолженности по зарплате перед сотрудниками, а также перед работавшими ранее с каналом ТВ-6 производителями программного продукта и дистрибьюторами, у которых он закупал права на показываемые передачи и фильмы.
1 января 2005 года закончилось действие лицензии ЗАО «МНВК», полученной корпорацией 22 декабря 1999 года сроком на 5 лет, и в апреле 2006 года она была ликвидирована. После этого вступила в законную силу лицензия, которую в 2002 году получило НП «Медиа-Социум» (см. выше), в результате чего вещание спортивного телеканала по ней продлилось вплоть до июля 2007 года, когда она истекала. Спортивная тематика противоречила условиям обеих лицензий, согласно которым на шестой кнопке должен был вещать общественно-политический телеканал. Также в основе лицензии МНВК лежала концепция телеканала ТВ-6.

## Цензура на НТВ в 2001—2004 годах
Первое время после смены собственника в телекомпании НТВ, при руководстве Бориса Йордана, случаев с цензурой, по крайней мере ставших достоянием общественности, практически не было. Однако после недовольства Владимира Путина тем, как на НТВ освещались события на Дубровке в октябре 2002 года, дни Йордана в телекомпании и «Газпром-Медиа», генеральным директором которого он стал в октябре 2001 года вместо Альфреда Коха, были сочтены. В январе 2003 года Йордан оставил посты генерального директора как телеканала, так и холдинга.
Назначение на пост генерального директора НТВ Николая Сенкевича, не имевшего опыта работы в медиабизнесе, было негативно встречено коллективом телеканала, в том числе ведущим авторской программы «Намедни» Леонидом Парфёновым. Это обстоятельство сказалось на дальнейших отношениях Парфёнова с руководством НТВ: многие сюжеты для «Намедни» стали запрещать к эфиру. Например, 16 ноября 2003 года Сенкевич ввёл строгий запрет на упоминание в очередном выпуске программы книги журналистки Елены Трегубовой «Байки кремлёвского диггера». Также ужесточилась цензура в других программах Службы информации и Службы правовых программ НТВ под управлением Татьяны Митковой и Владимира Золотницкого соответственно: многие сюжеты для программы «Криминал» (позднее — «По праву», «Протокол», ныне — «ЧП») стали сниматься с эфира по личному распоряжению заместителя генерального директора по информационному вещанию НТВ Александра Герасимова. Показ прямого эфира с места убийства Ахмата Кадырова в рамках выпуска программы «Сегодня» от 9 мая 2004 года также был прекращён на полуслове. Также при Герасимове была изменена технология производства общественно-политического ток-шоу «Свобода слова»: если с начала существования в сентябре 2001 года по июнь 2003 года программа вышла не в прямом эфире всего один раз (сразу после событий на Дубровке), то с сентября 2003 года она стала выходить в записи на постоянной основе, что вызвало негативную реакцию прессы, пишущей о телевидении. Позже, перед дебатами политических партий-участников выборов в Государственную думу, прямой эфир на Москву был возвращён.
30 мая 2004 года Герасимов ввёл запрет на показ на европейскую часть России сюжета Елены Самойловой из программы «Намедни» «Выйти замуж за Зелимхана», содержащего интервью с вдовой Зелимхана Яндарбиева (сюжет вышел в эфир на азиатскую часть страны). Чтобы снять с себя всякую ответственность за попытку цензуры, автор и ведущий программы Леонид Парфёнов потребовал издать письменное распоряжение о снятии интервью с эфира, которое, в свою очередь, опубликовал в газете «Коммерсантъ». В результате этого, Николай Сенкевич закрыл «Намедни», а Парфёнова уволил с НТВ. Согласно официальному приказу — по сокращению штата, согласно разъяснениям официальных лиц телекомпании — за нарушение корпоративной этики. Сайт программы был также закрыт, из «общих» же форумов методически удалялись все сообщения, посвящённые данной проблеме.
Леонида Парфёнова после увольнения с НТВ приглашали стать ведущим на СТС, возглавить канал «Культура», или же стать ведущим на «Первом канале».
6 июня 2004 года Парфёнов в программе «Первого канала» «Времена» сказал, что с Александром Герасимовым, исполнявшим в те годы обязанности главного редактора НТВ, он находился в состоянии постоянного конфликта, объясняя его причину тем, что Герасимов учредил «Личный вклад» — субботнюю информационно-аналитическую программу, визуально и структурно копировавшую «Намедни».
В июле 2004 года на пост генерального директора НТВ был назначен Владимир Кулистиков. Закрывается большая часть общественно-политических программ. Информационно-развлекательная программа «Красная стрела» (образованная после закрытия ТВС и программы «Тушите свет») была закрыта с формулировкой «дороговизна проекта, плоский юмор и неактуальные темы».
Из эфира сначала исчезла Татьяна Миткова, получив впоследствии руководящий пост, а с осени 2005 года Михаил Осокин стал вести ночной выпуск новостей. В январе 2006 года стало окончательно ясно, что канал вообще убирает из сетки вещания выпуск передачи «Сегодня» в 0:00, несмотря на его хорошие рейтинги. Чуть позже Осокин уйдёт с НТВ на RTVi.
В руководстве телеканала происходят кадровые изменения: были уволены Александр Герасимов, главный продюсер НТВ Кирилл Набутов, руководитель программной дирекции Олег Точилин. Ведущий «Свободы слова», также закрытой Кулистиковым, Савик Шустер остался на канале и в сентябре возглавил дирекцию документального кино НТВ, но уже в марте 2005 года он окончательно покинул телекомпанию и стал работать на украинском телевидении. В мае его бывшая дирекция была ликвидирована.

## Мнения

### Журналисты каналов команды Киселёва и их сторонники
По словам Бориса Немцова, глава Высшего арбитражного суда Вениамин Яковлев рассказал ему, что получил от президента Владимира Путина указание закрыть ТВ-6, чтобы избавиться от средства массовой информации, принадлежащего Борису Березовскому. В более позднем интервью он же высказал мнение, что событиями вокруг НТВ и ТВ-6 власть добилась желаемого результата:
...телевидения, за исключением НТВ и, может быть, ещё ТВС, — уже нет. Вроде нет цензуры, но есть самоцензура. Люди напуганы. Увидели, что было с журналистами НТВ, потом с журналистами ТВ-6. И всё поняли. У всех семьи, их надо кормить, надо думать о будущем.
Представители движений «Либеральная Россия» и «Яблоко» Сергей Юшенков и Сергей Иваненко охарактеризовали происходящее с ТВ-6 как наступление на свободу слова.
Владислав Старков, бывший главный редактор «Аргументов и фактов», о захвате НТВ:
Журналистов мне искренне жаль. Как говорится, красные приходят — грабят, белые — опять грабят. Бесконечные интриги. В пылу борьбы полнокровный некогда коллектив превращается в сдутый шарик. Финансовые воротилы, особенно иностранные, тянут свои руки. Получается, что спасители национального российского ТВ — это Йордан, Сорос, Тёрнер…
Игорь Кваша, актёр и телеведущий, о захвате НТВ:
Нас всех считают за идиотов. Власти пытаются сделать вид, что всё хорошо, всё нормально, что ситуация с НТВ – частная и связана только с деньгами и акциями. Но мне, к сожалению, уже немало лет, я многое повидал и многое помню. На меня пахнуло тем, что, казалось бы, уже погребено во времени – методами работы Госбезопасности. Нам говорят, что у президента своя, оригинальная манера поведения: развязать войну и отойти в тень. Президент у нас из КГБ, и многие люди, пришедшие во власть, тоже из этой организации. Так что Путин ведет себя не оригинально, а просто согласуясь с теми методами, которые в нём воспитал КГБ. Всегда действовать за спиной, всегда управлять тайными пружинами, никогда не высказывать своего мнения. Эти люди не согласны терпеть не то что инакомыслия – любую критику. Они стараются привести всех к общему знаменателю. И мы уже начали бояться...
Елена Ханга о захвате НТВ:
Пройдет время, и мы будем вспоминать не проклятья врагов, а молчанье друзей. Я знаю, что у журналистов НТВ очень много друзей, которые считают, что в нынешнем положении их голос ничего не изменит, но это неправильно. Если у них есть возможность поддержать своих коллег, любимых ведущих, не надо думать, что их голос останется неуслышанным.
Борис Березовский о событиях на ТВ-6:
Когда я пригласил энтэвэшную команду Киселёва на ТВ-6, народ просто озверел: Березовский — гад, хороших людей обидел, молодёжную тусовку на 6-м канале разогнал! А сегодня этот самый многомиллионный народ вперился в экран ТВ-6 и день и ночь обсуждает «За стеклом».
Андрей Черкизов о закрытии ТВ-6:
Я пытаюсь понять, что же мне напоминают действия чиновников и исполнителей, которые в ночь с понедельника на вторник таким образом вырубили из эфира ТВ-6, и я нехотя и очень медленно прихожу к выводу, что мы имеем дело с репетицией, с неким подвариантом государственного переворота.
Евгений Киселёв о закрытии ТВ-6:
Власть сегодня продемонстрировала, что у неё стоит одна задача — заткнуть нам рот. Запасных аэродромов у нас нет.
Георгий Бовт о закрытии ТВС и отсутствия должной реакции на него отмечал:
После закрытия телеканала ТВС раздалось всего два-три либеральных восклицания в прессе. И — тишина. После кончины «гусинского» НТВ восклицаний было больше. <...> Почему-то никто из либералов, восклицавших по поводу НТВ, ТВС или даже, больше того, каких-то там поправок в закон о СМИ насчёт ограничений прав прессы в части её участия в избирательных кампаниях, не хочет признаться себе в том, что их никто не слышит, ибо не слушает. Стране, которую уже давно совершенно не волнуют куда более, казалось бы, драматические вещи (вроде войны в Чечне), не жалко канала ТВС, и она не особенно заметила его кончину. Как было ей не особенно жалко НТВ. Как не бередят её судьбы свободы прессы и в периоды выборов, и в периоды между этими периодами. Как не бередят её и сами выборы.
Владимир Рудольфович Соловьёв о захвате НТВ: 
Во-первых, я должен вас огорчить. Мне кажется, что со страной ничего не будет при отсутствии НТВ. И как показал митинг, и как показывает реакция людей, все поцокают языками — а потом свыкнутся. А лет через 30 их дети, когда прочитают об этой истории в учебниках новых демократов, скажут: что же ты, папа, что же ты, мама. И будет безумно стыдно. Но будет поздно.
Затем, я глубоко убежден, что никакой корпоративной этики быть не должно. Что у журналистов, как и у депутатов, есть обязательства не друг перед другом, а только перед зрителями, только перед избирателями. Поэтому здесь речь даже не только и не столько о солидарности, сколько о нашей обязанности перед нашими зрителями сделать все возможное, чтобы у них было право выбора. Потому что, как подтвердит отец Михаил Ардов, это Божье провидение. Потому что даже Господь Бог дает свободу выбора. Ты можешь выбирать — можешь не выбирать. Не президенту Путину этого [нас] лишать.

[...]

Мы не колесики общепролетарского дела. Поэтому фраза, что "хозяин сказал — журналист прыгнул" — это к Тверской. Журналист — всегда независимый человек, тем более — журналист новой формации. Поэтому я требую уважения к нашей профессии, уважения к нашим коллегам. Речь не о саморекламе. Речь о том, что у нас есть обязательства, в том числе и перед журналистами НТВ. Прав был Дима — ему низкий поклон — и правы все те, кто останется ночью и будет сидеть.
Нельзя позволять хамам брать власть над собой.

[...]

Деньги любят тишину.
Комментируя вышедший в 2018 году документальный фильм Владимира Чернышёва «НТВ 25+», приуроченный к юбилею НТВ, бывший ведущий телеканала Владимир Кара-Мурза-старший раскритиковал подачу информации, заявив, что после 2001 года на НТВ не появилось никого из новых «ярких, талантливых лиц», а его современный телеэфир держится, в основном, на персоналиях, оставшихся на канале со времён «старого НТВ».
События вокруг медиаимперии Гусинского, а также вокруг канала НТВ (затем ТВ-6 и ТВС) часто обозначаются российскими либеральными и некоторыми западными СМИ как начало огосударствления медиа в России.

### Нейтральные и критические мнения
Марина Леско о митинге в защиту НТВ:
При самых скромных подсчётах один только рекламный бюджет этой Останкинской Акции составил сотни миллионов долларов! Даже если допустить, что на митинге было не пять тысяч человек, а тридцать, то каждый должен был принести с собой минимум по десять тысяч баксов, чтобы данное мероприятие вышло по нулям… Всего несколько тысяч человек на многомиллионную Москву! Да это меньше, чем капля в море. Это просто провал. Напоминало попытку Козлодоева поухаживать за молоденькой красоткой.
Дмитрий Быков о Владимире Гусинском:
Все сколько-нибудь грамотные люди в стране знают, что у Гусинского есть две тактики. Первая – ложиться под сильнейшего: она была опробована осенью 1999 года, когда НТВшники сделали ставку на блок ОВР,... вторая тактика Гусинского — тактика самосожжения.
Ирена Лесневская о захвате НТВ:
Зачем кричать о том, что у нас один независимый канал?! Господа, почему вы оскорбляете все остальные СМИ, которые считают себя независимыми? Мы все зависимы от денег. До тех пор, пока журналисты не смогут себя кормить... и пока журналистам будут требоваться инвестиции, назвать независимыми нельзя никого. <...> Березовский и Гусинский получили именно то, что заслужили. Ровно то, что они делали с конкурентами, сегодня происходит и с ними.
Елена Масюк о захвате НТВ и о событиях на ТВ-6:
За ними шлейфом идёт дурная репутация, когда, придя на ТВ-6, они поступили точно так же, как поступили с ними на НТВ. Может быть в общей массе они были не настолько профессиональны, но там тоже были свои программы, сложившийся коллектив. Они просто поделили его на две части: эти со мной, а вы нет. И они вынуждены были уйти. Потом пришли на «Эхо Москвы» и тоже подвинули тех ведущих, которые там были. Мы их называем УЖК – уникальный журналистский коллектив. И если им удастся то, чтобы своими силами сделать и обелить свою репутацию – дай Бог, чтобы они работали! Но такого доверия сейчас уже к ним нет...
Жаль, что так получилось с командой НТВ. Огорчает злорадство коллег. На других каналах людей с «четвёртой кнопки» не любят только потому, что их работа — эталон качества. Чтобы оказаться в штате НТВ, надо было пройти хорошую школу.
Виктор Мережко, сценарист и кинодраматург, сооснователь и ведущий канала ТВ-6, о работе своих преемников на шестой кнопке отзывался неодобрительно:
Для меня ТВС не существовало. Говорю это не от злорадства, а оттого, что это был самый слабый, самый неуверенный и самый непродуманный телеканал России.
При этом, работая с теми же людьми на ТВ-6 в 2001—2002 годах, он отзывался о них диаметрально противоположным образом:
Общение с новой командой ТВ-6 доставляет мне удовольствие. Это люди не только высокой культуры, но и в высшей степени профессионалы. Команда понимает, что надо делать весело и красиво, а не сиюминутно и скандально.
Валерий Панюшкин:
У Виктора Шендеровича сердце-то оказалось – вещун. Писал ведь Шендерович в одном из своих скабрёзных писем Коху, что, дескать, пока Кох будет руководить компанией НТВ, там какая-никакая свобода слова сохранится, но очень скоро Коха уволят и возьмут на его место держиморду, каковой держиморда заставит Леонида Парфёнова плясать под кремлёвскую дудку, а Татьяну Миткову – под кремлёвскую же дудку заниматься бодибилдингом. И выходит, Шендерович прав. Коха уволили, Йордана назначили, чего-то там оценивают и продают, так что пытливый телезритель думает о руке Кремля, и об интригах администрации президента, и о гибнущей свободе слова. Почему-то никто не сомневается, что Леонид Парфёнов станет плясать под кремлёвскую дудку. И про Татьяну Миткову в этом смысле тоже никто не сомневается. Как вы думаете, почему? Свобода слова – она ведь не в генеральных директорах, и не во владельцах компании. Свобода слова – в журналистах и телеведущих. Никто не может заставить журналиста солгать, если журналист сам не солжёт. Никто не может заставить журналиста  полюбить Путина, если журналист сам не заразится любовью к президенту. Журналиста можно в крайнем случае уволить, но, сам будучи журналистом, смею заверить вас, что работы полно, любая редакция задыхается от отсутствия профессиональных кадров. Если ты худо-бедно умеешь работать, то без места не останешься. Чего бояться?

## Зарубежная оценка
Согласно рассекреченному донесению ЦРУ от ноября 2001 года, агенты управления полагали, что Владимир Путин и его ключевые советники считали нужным существование СМИ как сторожевого пса демократии, но не считали, что их может использовать политическая оппозиция Путину. Покупка НТВ «Газпромом» производилась по указанию Кремля, сообщали агенты. Некая западная компания предлагала весной 2001 года купить акции НТВ у «Газпрома» в обмен на письменную гарантию Президента России, что НТВ останется свободным от Кремля, однако «Газпром» отказался.

## Фильмы
- В апреле 2020 года, к 19-летию со дня захвата НТВ, на YouTube-канале RTVI вышел небольшой фильм «Телек умер. Россия после НТВ», в которых о событиях дела НТВ и о том, что стало с компанией после всего этого, вспоминают корреспонденты канала, которые ушли с него уже во времена управления компанией Владимиром Кулистиковым. Среди них — Борис Кольцов (ушёл в сентябре 2006 года), Павел Лобков (уходил два раза в сентябре 2006 и окончательно в январе 2012 года) и Павел Селин (ушёл в сентябре 2012 года)[661].
- В апреле 2021 года, к 20-летию со дня захвата НТВ, на YouTube-канале «Редакция» вышел фильм Саши Сулим «Как и почему закончилось старое НТВ?». Фильм представляет собой короткий экскурс в историю старого НТВ от основания и до событий начала 2000 года и подробный рассказ о событиях с 2000 по 2001 год со свидетельствами очевидцев — журналистов и телеведущих канала тех лет, а также представителей «Газпром-Медиа». Среди участников: Евгений Киселёв, Татьяна Миткова, Виктор Шендерович, Елена Ханга, Эрнест Мацкявичюс, Борис Йордан, Борис Кольцов, Альфред Кох, Николай Николаев, Алексей Пивоваров, Леонид Парфёнов[662].